# Hinde Bergner
Hinde Bergner, eigentlich Hindsia Bergner (geboren 10. Oktober 1870 in Redim, Österreich-Ungarn; gestorben vermutlich in der zweiten Hälfte des Jahres 1942 an unbekanntem Ort, möglicherweise in einem Vernichtungslager, Belzec?), war eine polnische Schriftstellerin jüdischen Glaubens aus Galizien.

## Leben
Hinde Bergner (eigentlich: Hindsia Bergner) war die Tochter der Bluma und des Josef Rosenblatt in Redim, heute Radymno in Polen. Redim hatte zum damaligen Zeitpunkt ca. 4000 Einwohner, die Hälfte davon waren Juden. Hinde Bergner war verheiratet mit Ephrajim Ben Selig Bergner, der am 23. Juli 1939 verstarb. Im Jahr 1939 wurde das Städtel Radymno von den Nationalsozialisten besetzt. Die Gegend um Radymno wurde zum Einzugsgebiet der Aktion Reinhardt der NS. Hinde Bergner gelang die Flucht auf die sowjetische Seite. Sie hielt sich in Rawa-Ruska, in Przemyśl und zuletzt in Przemyslany auf.
Noch im Jahr 1942 lebte Hinde Bergner, gemäß einer Nachricht des „Roten Kreuzes“ in Przemyslany bei Lemberg. Im August 1942 erreichte die Söhne eine letzte Nachricht ihrer Mutter, die über Verwandte aus der Schweiz übermittelt wurde. In dieser Nachricht bat Hinde Bergner dringend um Hilfe. Danach verlor sich die Spur Hinde Bergners. Vermutlich wurde sie 1942 im Vernichtungslager Belzec ermordet, dem ersten Vernichtungslager der „Aktion Reinhardt“. Der Hygieniker und SS-Standartenführer Wilhelm Pfannenstiel war im August 1942 persönlich bei der Vergasung von Juden in Belzec anwesend.
Hinde Bergner sprach drei Sprachen, Jiddisch, Polnisch und Deutsch. Jiddisch war für sie mehr als nur ein deutsch-mährischer Dialekt. Die drei Söhne Hinde Bergners hatten im Jahr 1937 die Idee, dass die Mutter, die Radymno bis zum Beginn des Zweiten Weltkriegs kaum verlassen hatte, ihre Erinnerungen an das „Städtel“, jiddisch „Schtetl“, niederschreiben sollte. Sie wussten durch die Briefe der Mutter von deren schriftstellerischem Talent. Im Verlauf von eineinhalb Jahren beschrieb Hinde Bergner einzelne Blätter und verschickte diese an ihre Söhne. So entstand das Buch In den langen Winternächten … Familienerinerungen aus einem Städtel in Galizien (1870–1900), dessen jiddische Erstausgabe 1946 in Montreal erschien. Die drei Söhne, Mosche Harari (1892–1921), Melech Rawitsch (1893–1976) und Herz Bergner (1907–1970) sorgten für diese Ausgabe. Mosche Hariri wurde dabei durch seine beiden noch lebenden Brüder vertreten. 1982 wurde das Buch ins Hebräische übersetzt. Im Jahr 1995 sorgte der Otto Müller Verlag Salzburg/Wien dafür, dass das Buch in deutscher Sprache herausgegeben wurde. Es eröffnete die Jiddische Bibliothek im Otto Müller Verlag. Isaac Bashevis Singer schrieb das Vorwort für diese Ausgabe, das eine der wenigen Erinnerungen an das jüdische Leben in Galizien, aus weiblicher Sicht geschrieben, darstellt. Singer verwies in diesem Vorwort auf das reiche Jiddisch von Hinde Bergner und gab seinem großen Bedauern Ausdruck, dass es Hinde Bergner nicht vergönnt war, ihr Werk weiter zu führen. Das Nachwort des Büchleins (1995) stammt von Armin Eidherr.

## Die Kinder und Nachfahren
Hinde Bergners ältester Sohn, Mosche Harari, wurde am 12. Oktober 1892 geboren. Es war eine vier Tage andauernde Zangengeburt. Mosche Harari schloss sich später der zionistischen Idee Theodor Herzls an, wanderte im Jahr 1910 nach Eretz Israel aus und wurde Pionier dieses Landes. Im Jahr 1921 schied Mosche Harari freiwillig aus dem Leben. Der zweitgeborene Sohn, Melech Rawitsch (Sacharja), erkrankte mit sieben Monaten an einem Darmkatarrh und Hinde Bergner glaubte ihn bereits verloren. Beide Ärzte des Ortes waren zu einem Ärztekongress nach Lemberg gefahren, so dass der Militärarzt hinzu gezogen wurde. Hinde Bergner bezeichnete den Militärarzt als „guten Boten“. Er verordnete als Heilmittel ein Glas gekochtes Wasser mit einem zerschlagenen Eiweiß und einem Kaffeelöffel Kognak. Von diesem Heilmittel sollte das Kind stündlich einen Löffel voll zu sich nehmen. Anschließend sollte versucht werden, das Kind zu stillen. Der drittgeborene Sohn, Herts (Herz), war ein Nachzügler. Seine Amme wurde von Hinde Bergner als Sturmwindin (Jiddisch) bezeichnet. Melech Rawitsch (Sacharja) wanderte später nach Montreal, Canada, aus. Den jüngsten Sohn Herts (Herz) Bergner ging nach Melbourne, Australien. 
Ein Enkel von Hinde Bergner ist der Maler Jossel Bergner (Yosl Bergner), ein Freund Isaac Bashevis Singers. Jossel Bergner, der in Tel-Aviv gelebt hat, wurde in Wien als Sohn von Melech Rawitsch geboren. Jossel Bergner unterstützte die Übersetzung der Lebenserinnerungen Hinde Bergners aus dem Jiddischen.

### Sacharja Chana Bergner (Melech Rawitsch)
Der zweitgeborene Sohn, Sacharja Chana Bergner (jiddisch: Zekharye-Khone)(1893–1976), wurde jiddisch-schreibender Dichter in Montreal, Canada. Er nahm bereits im Jahr 1908 das Pseudonym Melech Rawitsch an und begann, in jiddischer Sprache zu schreiben. Er verfasste eine dreibändige Autobiographie, die ebenfalls in die jiddische Bibliothek als deren zweiter Band aufgenommen wurde. Die drei Bände der Autobiographie „dos mayse-bukh fun mayn lebn“ („Das Geschichtsbuch meines Lebens“) erschienen in den Jahren 1962, 1964 und 1975.

## Veröffentlichungen
- Hinde Bergner: In den langen Winternächten … Familienerinnerungen aus einem Städtel in Galizien (1870–1900). Erlebnisbericht. Mit einem Geleitwort von Isaac Bashevis Singer, Übersetzung des Jiddischen Originals ins Deutsche und Nachwort von Armin Eidherr, Zeichnungen Jossel Bergner, Otto Müller Verlag, Salzburg 1995 (Eröffnungsband der Jiddischen Bibliothek). ISBN 3-7013-0901-9[7]
- Hinde Bergner: belayot hakhoref haarukim, Übersetzung von In den langen Winternächten ins Hebräische durch Aria Aharoni. Am Oved, Tel-Aviv 1982